# Adolf Harless
Gottlieb Christoph Adolf von Harleß, född den 21 november 1806 i Nürnberg, död den 5 september 1879 i München, var en tysk teolog och kyrkopolitiker. Han var sonson till Gottlieb Christoph Harleß och brorson till Johann Christian Harleß.
Harleß studerade i Erlangen och Halle, där umgänget med Tholuck blev avgörande för hans religiösa utveckling, blev 1833 extra ordinarie professor i exegetik och 1836 professor i moralteologi och teologisk encyklopedi i Erlangen samt valdes 1840 till universitetets representant i bayerska ständerkammaren. 
På grund av sin kraftiga opposition mot ministern Abels ultramontana politik miste han 1845 sin professur, men kallades redan samma år till professor i Leipzig. Från 1847 verkade han här även som pastor, utnämndes 1850 till överhovpredikant, geheimekyrkoråd och vice president för landskonsistoriet i Dresden. 
År 1852 återkallades han till Bayern, där han i en religiöst upprörd tid, som president för lutherska överkonsistoriet i München, fick ledningen av Bayerns evangelisk-lutherska kyrka och som medlem av bayerska lantdagens första kammare inflytelserikt deltog i det politiska livet. 
Få har djupare än Harleß ingripit i den tyska teologins och det kyrkliga livets utveckling under 1800-talet. Med skäl kan han betecknas som den egentlige grundläggaren av en ny konfessionellt kyrklig teologi; särskilt i dennas moderatare riktning, som i den så kallade Erlangenskolan har sin kärntrupp, fortverkar alltjämt hans impulser. 
Det starka betonandet även gentemot alla unionssträvanden av lutherdomens konfessionella egenart betydde för Harleß, en man av sällsynt universell filosofisk, estetisk och så vidare bildning och med de mest vittomfattande allmänna intressen, mindre än för de flesta andra en snäv och trånghjärtad begränsning. 
Som lärare var Harleß synnerligen uppburen, men kanske än mer som predikant (Harleß predikningar föreligga i Sonntagsweihe, 4 band, 1847-54; 2:a upplagan 1859-60). Sin största betydelse torde han dock ha haft som praktisk kyrkoledare. Den kyrkliga riktningens framträngande såväl i Sachsen som i Bayern på rationalismens bekostnad är i vidsträckt mån en frukt av hans verksamhet. 
Hans målmedvetna härskarnatur förledde honom väl stundom till förhastade åtgärder, och i Bayern framkallades härav en stark oppositionsrörelse; dock förstod han alltid, inte minst genom makten av sin både vinnande och imponerande, karaktärsfulla personlighet, att åter ställa allt till rätta. 
Hans yppersta teologiska arbete är hans än i dag friska, omedelbart ur Luther ösande Christliche ethik (1842, 8:e upplagan 1893; "Christlig ethik", 1862); vidare må nämnas den för sin tid mönstergilla kommentaren till Efesierbrevet (1834, 2:a upplagan 1858) och Theologische encyklopädie und methodologie (1837).
Därtill kommer flera inlägg i aktuella frågor, i vilka Harleß ständigt utgick från principiella synpunkter och som därigenom har ett bestående värde, såsom Votum über die eidliche verpflichtung der protestantischen geistlichen auf die kirchliche symbole (1846) och Die kirchlich-religiöse bedeutung der reinen lehre von den gnadenmitteln (tillsammans med Theodosius Harnack, 1869). 
Som organ för sin riktning grundlade han jämte några meningsfränder 1838 "Zeitschrift für protestantismus und kirche" och redigerade den själv under några år. Om allt detta kan läsas i Harleß intressanta autobiografiska skrift Bruchstücke aus dem leben eines süddeutschen theologen (1872-75). Han stod i kontakt med flera svenska teologer, bland dem liturgförnyaren Uddo Lechard Ullman, biskop i Strängnäs.